# Eilert Dieken
Eilert Dieken (* 23. September 1898 in Walle; † 23. September 1960 in Esens) war ein deutscher Polizist und während des Zweiten Weltkrieges im besetzten Polen maßgeblich an der Ermordung von 17 Menschen beteiligt. Unter ihnen waren acht polnische Juden sowie eine achtköpfige polnische Familie, die diesen Juden in ihrem Haus Unterschlupf gewährt hatte. Nach dem Krieg avancierte Dieken zum Polizeikommissar im Landkreis Wittmund.

## Leben
Dieken wurde als Angehöriger der Ordnungspolizei in das von Nazideutschland besetzte Polen im Bereich des Generalgouvernements versetzt. Im Auftrag des Besatzungsregimes sorgte die Polizei für die Durchsetzung der deutschen Interessen. Dafür erhielten die Angehörigen der Ordnungspolizei Schulungen, in denen der Hass auf Juden und Polen geschürt wurde. Dieken nahm zweimal an solchen Kursen teil. Im Sommer 1941 absolvierte er einen sechswöchigen Kurs einer Polizeischule. Im Jahr 1942 nahm er an einem weiteren dieser Kurse teil. Ab dem 1. Januar 1941 leitete er die neu eingerichtete Gendarmerie in Łańcut (Vorkriegswoiwodschaft Lwów, heute Woiwodschaft Karpatenvorland). Sein Zuständigkeitsbereich umfasste auch die Aufsicht über die Gemeinde Markowa und die umliegenden Dörfer.

### Das Verbrechen im Dorf Markowa bei Łańcut (Südostpolen)

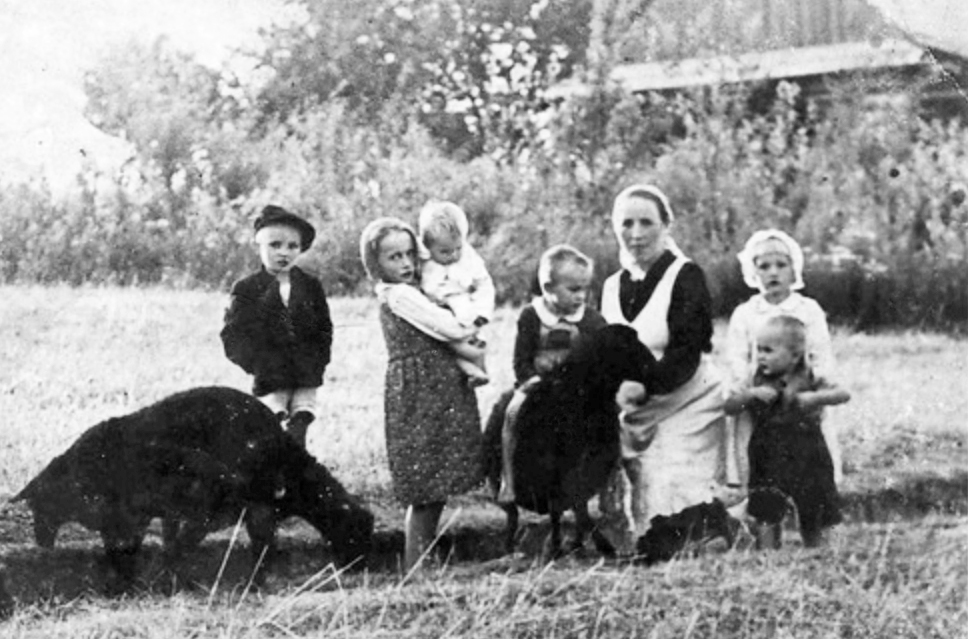
Die von Eilert Dieken und dessen Untergebenen ermordete Familie Ulma. Der Vater ist auf dem Bild nicht zu sehen.

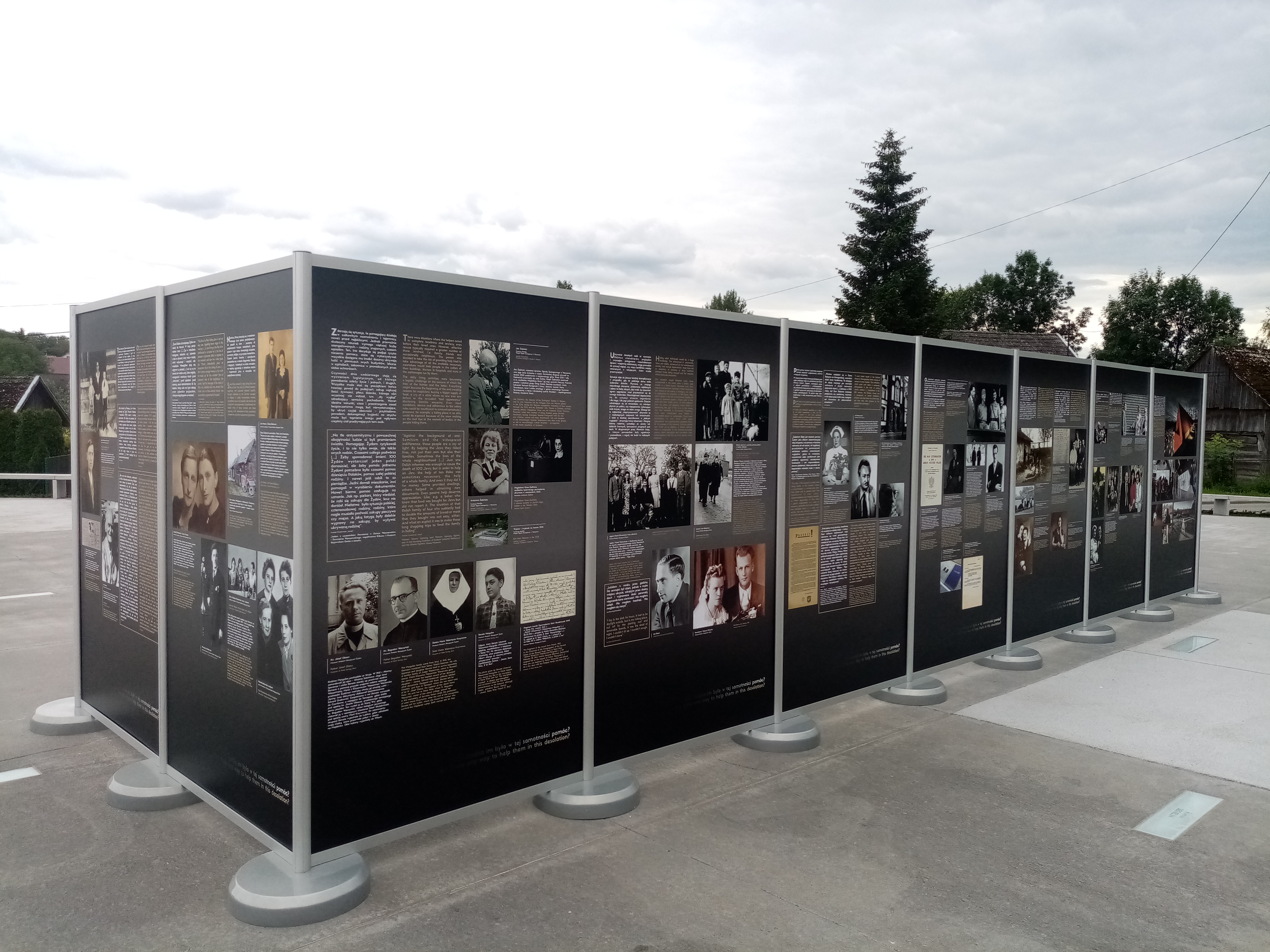
Familie-Ulma-Museum in Markowa: Bildtafel, die unter anderem die ermordeten Familienmitglieder zeigt

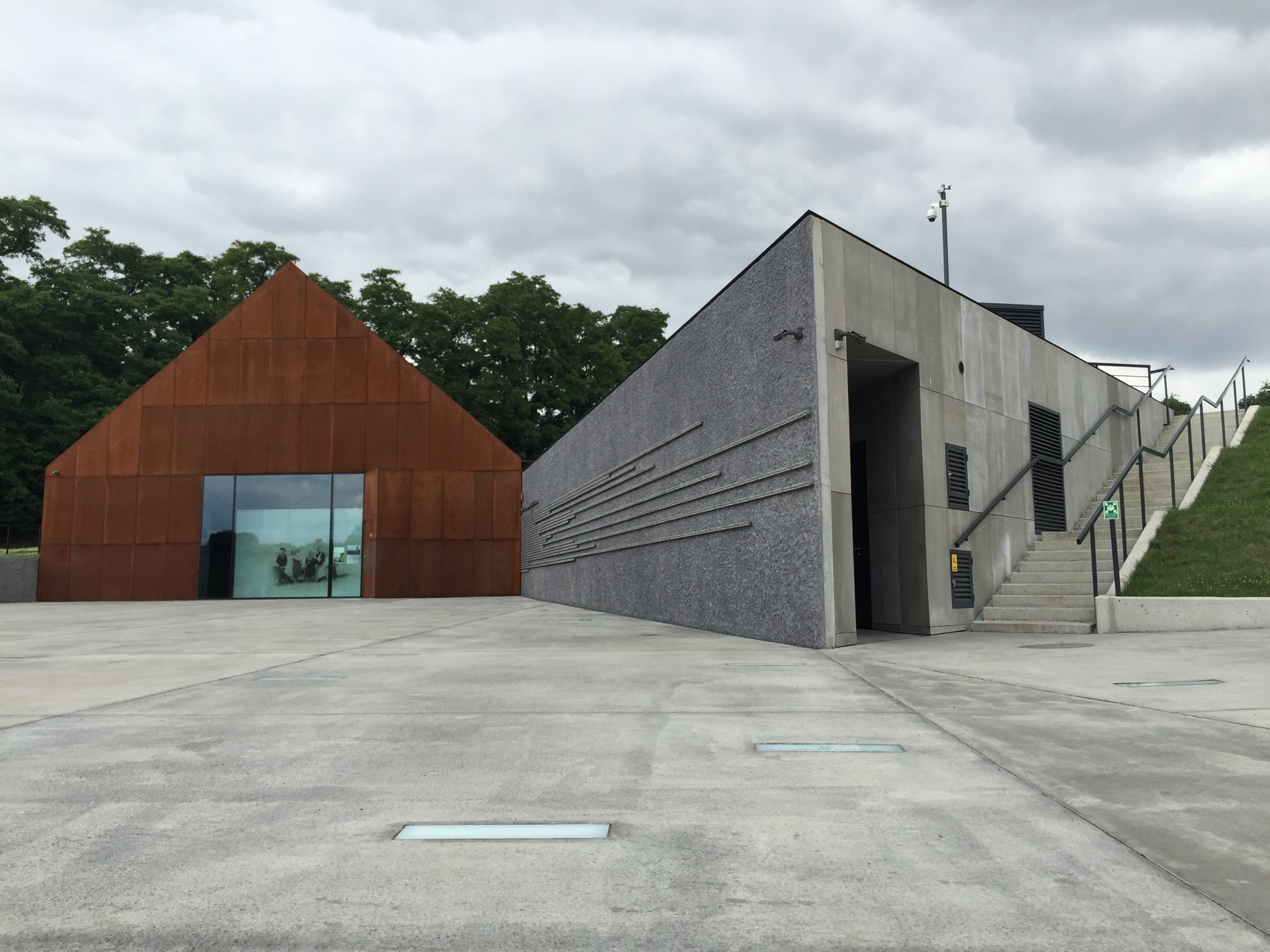
Museum in Markowa, in dem unter anderem die Verbrechen Eilert Diekens und seines Kommandos dokumentiert sind

Józef und Wiktoria Ulma, Bewohner des seinerzeit viereinhalbtausend Einwohner zählenden Dorfes Markowa, gewährten wohl ab Ende 1942 acht jüdischen Polen Unterschlupf:
- Saul Goldman (ca. 70 Jahre) und seinen vier Söhnen; in ihrer Heimatstadt Łańcut wurden sie „Familie Szall“ genannt;
- Gołda[4] Grünfeld und Lajka[5] Didner aus Markowa, Töchter des Ehepaares Chaim und Estera Goldmann;
- einem kleinen Mädchen, dessen Name nicht bekannt ist, bei dem es sich aber vermutlich um die Tochter von Lajka Didner handelte.[6][7]

Ihr Aufenthalt bei Familie Ulma wurde von Włodzimierz Leś, einem Ukrainer und Mitglied der Blauen Polizei, verraten. Die jüdische Familie Szall, die zu den Opfern gehörte, hatte Leś zuvor ihren Besitz anvertraut. Dass dieser ihn hätte zurückgegeben müssen, könnte nach Ansicht des Historikers Jan Grabowski ein Motiv für die Denunziation gewesen sein.
Eilert Dieken ließ daraufhin am 23. März 1944 ein Kommando zusammenstellen, zu dem neben fünf deutschen Ordnungspolizisten auch einige Mitglieder der polnischen Polizei („blaue Polizei“) gehörten. Auch ein Pferdefuhrwerk wurde zum abseits von Markowa gelegenen Haus der Familie Ulma befohlen. Es sollte um Mitternacht dort eintreffen, sich aber in einiger Entfernung davon platzieren. Zu den Fuhrleuten gehörte der Markower Bürger Nawojski, der als Zeuge des Verbrechens später aussagte. Mit der Durchführung der Vorbereitungen beauftragte Dieken seinen Untergebenen, den jungen sudetendeutschen Polizisten Joseph Kokott (1921–1980). Die Leitung des eigentlichen Einsatzes übernahm Dieken selbst.
In den Morgenstunden des 24. März 1944 traf das Kommando beim Haus der Familie Ulma ein. Während die einen das Haus umstellten, drangen andere unter Diekens Führung in das Gebäude ein. Mit Gewehrschüssen wurden das Ehepaar Ulma mit ihren sechs Kindern sowie die versteckten acht polnischen Juden auf den Hof getrieben, wo sie sich nebeneinander aufstellen mussten. Zuerst wurden zwei der Goldmann-Brüder sowie Gołda Grünfeld erschossen. Darauf wurden die Fuhrleute herbeigerufen, um sich – gewissermaßen als Abschreckung und Warnung – das folgende Massaker anzuschauen. Der nächste, der ermordet wurde, war ein weiterer Goldmann- beziehungsweise Szall-Sohn. Es folgten Lei und ihre kleine Tochter, danach die beiden anderen Mitglieder der Familie Goldmann.
Gleich im Anschluss wurden vor den Augen ihrer minderjährigen Kinder zunächst Józef (44) und danach seine hochschwangere Frau Wiktoria (32) erschossen. Nach einer kurzen Beratung entschied Eilert Dieken, auch die Kinder umbringen zu lassen. Drei oder vier der sechs Kinder wurden von Joseph Kokott erschossen. Die Namen der ermordeten Kinder der Familie Ulma sind: Stanisława (Stasia), Barbara (Basia), Włodzimierz (Władek), Franciszek (Franek), Antoni (Antos) und Maria (Marysia). „Seht, wie polnische Schweine sterben, die Juden beherbergt haben!“ soll Kokott den Fuhrwerksleuten nach der Erschießung der 16 Hausbewohner zugerufen haben.
Die Gendarmen erhielten den Auftrag, Teofil Kielar, den Dorfschulzen von Markowa, herbeizurufen, um für eine schnelle Bestattung der Mordopfer zu sorgen. Die zurückgebliebenen Polizisten plünderten das Haus. Truhen, Betten, Geschirr und Essensvorräte wurden auf den bereitstehenden Pferdewagen geladen. Dieken und Kokott durchsuchten die Ermordeten im Schein der Taschenlampe. Die dabei gefundenen Wertgegenstände – unter anderem eine Schachtel mit Juwelen, die eine der jüdischen Frauen am Körper trug – wurden untereinander geteilt. Dieken und sein Stellvertreter Joseph Kokott teilten sich die gefundenen Schmuckstücke. Nach dem Massaker veranstaltete Eilert Dieken mit den am Einsatz beteiligten Polizisten ein Trinkgelage und orderte dafür beim Dorfschulzen drei Liter Wodka.
Das Ehepaar Ulma erhielt 1995 posthum den Ehrentitel Gerechte unter den Völkern (hebräisch חסיד אומות העולם Chassid Umot ha-Olam), eine Auszeichnung des Staates Israel für Nichtjuden, die während der Zeit des Nationalsozialismus unter Einsatz ihres eigenen Lebens Juden vor der Ermordung retteten. In Polen erinnern eine 2004 eingerichtete Gedenkstätte sowie das 2016 eröffnete Museum für die Polen, die während des Zweiten Weltkriegs Juden gerettet haben an das Massaker. Letzteres trägt den Namen der Familie Ulma. 2023 wurden alle Mitglieder der Familie Ulma seliggesprochen. Ihr Gedenktag ist der 7. Juli, ihr Hochzeitstag.

### Weiterer Lebensweg
Nach dem Krieg begannen die Briten in ihrer Zone ein Entnazifizierungsverfahren. Zur Anwendung kam dabei ein Skalensystem von 1 bis 5: Hauptschuldige (I), Belastete (II), Minderbelastete (III), Mitläufer (IV) und Entlastete (V). Die Kategorien 3 bis 5 („leichtere Fälle“) wurden von sogenannten Entnazifizierungsausschüssen entschieden, die von den Briten 1946 aus Mitgliedern demokratischer Parteien wie der SPD vor Ort gebildet wurden. Die Briten übertrugen dieses Verfahren ab 1947 an deutsche Dienststellen, die ähnlich vorgingen.
In diesen Verfahren verschwieg Dieken seine Tätigkeit im besetzten Polen nicht. In Entnazifizierungsfragebögen gab er im November 1945 an, dass er vom 5. Juni 1940 bis zum 20. Juli 1944 Leiter der Gendarmerie im Krakauer Bezirk war. In weiteren Fragebögen machte er im Juni 1946 sowie im Mai 1949 ähnliche Angaben. Von der Entnazifizierungskommission erhielt er daraufhin die höchste Bewertung. Damit konnte er Polizist bleiben. Dieken avancierte zunächst zum Polizeiinspektor und schließlich zum Kriminalkommissar. Später wurde gegen ihn wegen seiner Verbrechen in Markowa ein Ermittlungsverfahren eingeleitet. Dieken starb am 23. September 1960, kurz bevor die Ermittlungen abgeschlossen waren und damit ohne jemals gerichtlich belangt worden zu sein.
Sein Untergebener Joseph Kokott hingegen wurde gefasst und 1958 von der Tschechoslowakei an Polen ausgeliefert und in Rzeszów zu 25 Jahren Gefängnis verurteilt. Er verstarb 1980 in der Haft.
Eilert Dieken war verheiratet und hatte drei Töchter. Sein Grab befindet sich auf dem Esenser Friedhof.

## Posthum
In den Jahren 2013 und 2019 begab sich der polnische Historiker Mateusz Szpytma auf eine Spurensuche zur Lebensgeschichte Eilert Diekens. Nachdem er bei Internetrecherchen auf eine Seite zur Esenser Polizeihistorie gestoßen war und dort auch den Namen Eilert Dieken gefunden hatte, wandte er sich bereits 2011 an die Esenser Polizeidienststelle mit der Bitte, ihm nähere Informationen über Diekens Werdegang in der Nachkriegszeit zu übersenden. Dabei erwähnte Szpytma auch das damals noch in Planung befindliche Markowaer Museum, das unter anderem dem Gedenken der Familie Ulma gewidmet werden sollte. Die Polizeistelle antwortete nach einiger Zeit, gab Auskünfte und übersandte Bildmaterial. Anderthalb Jahre später traf unter dem Datum „18. Februar 2013“ ein weiteres Schreiben aus Esens ein. Darin  hieß es: „Liebe Ulma Familie! […] Ich bin die Tochter des verstorbenen Eilert Dieken. Aufgrund der Briefe weiß ich, dass er [Eilert Dieken] während des Krieges in Łańcut gedient hat. Zu meiner Freude weiß ich auch, dass er den Menschen viel Gutes getan hat. Jedenfalls würde ich nichts anderes erwarten […].“ Genaue Gründe für die Abfassung dieses Briefes liegen im Verborgenen, vermutlich aber hatte die Briefschreiberin vom Interesse des polnischen Historikers an ihrem Vater gehört. Für Szpytma, der seit Jahren versucht hatte, das Nachkriegsleben der am Markowa-Massaker beteiligten Täter zu erforschen, war das Schreiben eine Art Einladung, sich auf den Weg nach Esens zu machen. Während der beiden Aufenthalte in der ostfriesischen Kleinstadt führte er mit beiden Töchtern Diekens sowie mit weiteren Verwandten, aber auch mit Esenser Bürgern eine Reihe von Gesprächen. Die Töchter wussten zwar, dass ihr Vater im besetzten Polen „gedient“ hatte, von seiner persönlichen Beteiligung am Massenmord in Markowa hatten sie jedoch keine Ahnung. Mateusz Szpytma übergab einer der Töchter einen verschlossenen Brief. Er bat sie, den Umschlag nur dann zu öffnen, wenn sie bereit sei, auch die andere, die dunkle Seite ihres Vaters kennenzulernen. Später erfuhr Szpytma, dass wohl beide Töchter den Briefinhalt zur Kenntnis genommen hatten. Der Enkelsohn berichtete später, er sei bei einer Recherche zu seinem Großvater auf die Ereignisse in Markowa gestoßen.
Nur noch wenige Esenser – so Mateusz Szpytma – konnten sich an Eilert Dieken erinnern. Der ehemalige Bankleiter zum Beispiel stellte ihm ein gutes Zeugnis aus; er bezeichnete ihn als „solide und korrekt“. Er sei ein „angesehener Polizist“ gewesen. Der frühere Esenser Bürgermeister Klaus Wilbers, ein Polizeibeamter, der 1973 seinen Dienst in Esens angetreten hatte, kannte ihn nur aus den Erzählungen seiner früheren Kollegen. „Diese hätten ihn gerne gemocht.“